# 鹿鼎記 (1984年台灣電視劇)
《鹿鼎記》（英語：The Duke of Mount Deer）是中国电视公司根據金庸所著的武俠小說《鹿鼎記》改編而拍攝製作的清裝武俠电视剧，全劇共18集，製作單位永真電視電影，编剧张信义，製作人兼导演周遊，1984年首播，主題曲與片尾曲主唱均為金佩姍。

## 演员表
- 李小飞 饰 韦小宝
- 周紹棟 饰 康熙
- 陳玉玫 饰 阿珂
- 陈玉玫 饰 陈圆圆
- 周明慧 饰 方怡
- 應曉薇 饰 沐剑屏
- 林秀君 饰 苏荃
- 貝心瑜 饰 双儿
- 郑学琳 饰 建宁公主
- 謝屏楠 饰 陈近南
- 文惠 饰 九难
- 林照雄 饰 鳌拜
- 陳慧樓 饰 海大富
- 黃永光 饰 吴三桂
- 唐复雄 饰 索额图
- 关洪 饰 洪安通
- 刘林 饰 茅十八
- 宋宪宏 饰 吴应熊
- 张汉伯 饰 刘一舟
- 王俠 饰 柳大洪
- 王圻生 饰 冯锡范
- 胡锦 饰 太后
- 許文全 饰 杰书
- 林耀宗 饰 赵齐贤
- 黄关雄 饰 趙良棟
- 林耀忠 饰 温有道
- 孙树培 饰 归辛树
- 林鳳琴 饰 归二娘
- 白怡昕 饰 归锺